# Lac Marion
Le lac Marion est un lac de barrage situé sur le territoire de cinq comtés différents dans l'État de Caroline du Sud aux États-Unis. D'une superficie de 450 km2 et 507 kilomètres de périmètre, il est le plus grand lac de l'État. Avec un territoire s’étendant sur cinq comtés, le lac est considéré comme la mer intérieure de la Caroline du Sud.
La rivière Santee a été endiguée dans les années 1940 pour fournir de l'énergie hydroélectrique dans le cadre des efforts d'électrification rurale lancés sous le New Deal du président Franklin D. Roosevelt pendant la Grande Dépression. Il est l'un des cinquante plus grands lacs naturels ou artificiels des Etats-Unis. Le projet comprenait également la construction du barrage de Pinopolis sur la Cooper River pour créer le lac Moultrie, immédiatement en aval, et un canal de dérivation de six kilomètres de long pour relier les deux lacs.
Le lac a été nommé en l'honneur de Francis Marion, héros de la guerre d'indépendance américaine et dont l'ancienne demeure fut inondée lors de la mise en eau du lac.

## Traduction
- (en) Cet article est partiellement ou en totalité issu de l’article de Wikipédia en anglais intitulé « Lake Marion (South Carolina) » (voir la liste des auteurs).